# في حديقة طيبات الأرض
في حديقة طيبات الأرض هو فيلم من نوع دراما ورومانسية أُصدر في 2004. الفيلم من توزيع Gutek Film ‏، وهو من إخراج وسيناريو ليخ مايوفسكي. الفيلم مستوحى من لوحة ثلاثية حديقة المسرات الأرضية لهيرونيموس بوس ويمثل بداية ثلاثية ماجوفسكي المخصصة للفن وتستند حديقة المسرات الأرضية إلى كتاب لماجوفسكي نفسه: الميتافيزيقيا.

## القصة
تدور قصة الفيلم حول الرومانسية بين المهندس كريس (كريس نايتنجيل) ومؤرخة الفن كلودين (كلودين سبيتيري) ، اللذان يحبان بعضهما بعد أول لقاء لهما في أجتماع في البندقية. تتطور أحداث الفيلم حيث يتم تشخيص كلودين بمرض عضال. تقضي كلودين أيامها الأخيرة مع كريس في البندقية، على خلفية المباني والجداريات التي أنشأها فنانها المفضل هيرونيموس بوس الذي قام برسم وتأليف لوحة ثلاثية حديقة المسرات الأرضية.

## الممثلون
كلودين سبيتيري بدور كلودين
كريس نايتنجيل في دور كريس
باري تشيبرفيلد في دور حارس المعرض الوطني
ماريا نوفيلا مارتينولي كوكيل عقاري
جيان كامبي في دور البروفيسور كاريني
ماريوسا مارشيوري في دور المرأة ذات الرداء الأسود
لوكريزيا أونترهولزنر في مرحلة الطفولة

## الإنتاج
موسيقى الفيلم التصويرية كانت من تأليف ليخ مايوفسكي.

## الاستقبال
حصل الفيلم علي إعجاب المشاهدين المتحدثين باللغة الإنجليزية. تقترح أغنيس بيثو أن للمخرج نوع من الأعتراف الفلسفي الغنائي وبيان فني منمق وعاكس للعروض المفعمة بالحيوية التي يقدمها العشاق لإعادة إنشاء الصور من أعمال بوس الفنية تكسر الاختلافات بين الفن والحياة والاحتفال بها.

## الجوائز
حصل المخرج ليخ مايوفسكي في مهرجان الفيلم البولندي علي جائزة إغناسي لوكاسيفيتش من مؤسسة إغناسي لوكاسيفيتش للنفط والغاز الطبيعي لتعزيزه وتدعيمه للثقافة البولندية ونشرها في العديد من دول العالم من خلال مشاهدة الفيلم

## وصلات خارجية
- في حديقة طيبات الأرض على موقع IMDb (الإنجليزية)
- في حديقة طيبات الأرض على موقع ميتاكريتيك (الإنجليزية)
- في حديقة طيبات الأرض على موقع Turner Classic Movies (الإنجليزية)
- في حديقة طيبات الأرض على موقع أول موفي (الإنجليزية)
- في حديقة طيبات الأرض على موقع فيلمافينيتي (الإسبانية)
- في حديقة طيبات الأرض على موقع قاعدة بيانات الفيلم (الإنجليزية)
- في حديقة طيبات الأرض على موقع ليتربوكسد (الإنجليزية)
- في حديقة طيبات الأرض على موقع كينوبويسك (الروسية)
- في حديقة طيبات الأرض على موقع كينوبويسك (الروسية)